# 大藏龙华寺
大藏龙华寺是位于中国北京市西城区后海北沿23号的一座汉传佛教寺院。

## 历史
该寺位于什刹海后海北沿23号。始建于明朝。清朝道光年间曾更名为“心华寺”，为拈花寺之下院，又名“小龙华寺”。清朝末年，为摄政王载沣的家庙。
1949年，在此开办了竞业小学。后来改为后海幼儿园。现在由北京市北海幼儿园托儿部使用。

## 建筑
该寺坐北朝南，中轴线上自南向北有山门、大殿和东西配殿。